# Primorski
Primorski (ucraniano: Приморський; ruso: Приморский; Tártaro de Crimea: Hafuz) es un asentamiento en el territorio de la municipalidad de Feodosia, República Autónoma de Crimea de Ucrania o República de Crimea de Rusia. Su soberanía está discutida con Ucrania, ya que esta no reconoce el referéndum de 2014 sobre su anexión a Rusia. 
En 1938 se construyó el asentamiento para un astillero y sus trabajadores. Se llamó Punta Sur (en ruso: Ю́жная То́чка, en ucraniano: Південна Точка), nombre que conservó hasta 1952 cuando asumió el actual. Se ha desarrollado principalmente como un centro turístico.